# Cucullia xylophana
Cucullia xylophana là một loài bướm đêm trong họ Noctuidae.